# Ignaux
Ignaux – miejscowość i gmina we Francji, w regionie Oksytania, w departamencie Ariège.
Według danych na rok 2010 gminę zamieszkiwało 105 osób, a gęstość zaludnienia wynosiła 19 osób/km².